# Sign of the Labrys
Sign of the Labrys este un roman științifico-fantastic al scriitoarei americane Margaret St. Clair. A apărut în 1963 la editura Corgi Books.

## Prezentare
Umanitatea a dispărut aproape de pe pământ, 9 din 10 persoane au decedat ca rezultat al epidemiilor răspândite cu aproximativ 15 ani mai devreme. Supraviețuitorii încearcă să evite cât mai mult contactul cu alte persoane, chiar dacă pericolul infectării este acum foarte scăzut.
În această lume, totuși, oamenii nu trăiesc foarte rău, lipsesc multe servicii, însă sunt asigurate toate necesitățile de bază, deoarece înainte de epidemii au fost pregătite stocuri enorme de alimente. Chiar și apartamentele, săpate la niveluri succesive tot mai adânc în funcție de importanța locuitorilor, sunt totuși liber accesibile tuturor.